# American Soccer League 1922-1923
Il Campionato dell'American Soccer League 1922-23 fu il secondo campionato della lega e il 23º di prima divisione statunitense di calcio.

## Squadre
Con il ritiro degli Holyoke Falcos, Todd Shipyards Field Club e dei Jersey City Celtics, la lega permise dei nuovi ingressi: i Brooklyn Wanderers (ricomposti per l'occasione dopo la fusione con i Brooklyn F.C.), i Paterson F.C. (precedentemente attiva nella defunta National Association Football League) ed i redivivi Bethlehem Steel (nel campionato precedente militava sotto le insegne dei Philadelphia F.C.).
I Fall River United vennero rinominati in Fall River F.C..
| Stato         | Squadra             | Città/Area        |
| ------------- | ------------------- | ----------------- |
| Massachusetts | Fall River          | Fall River        |
| New York      | Brooklyn Wanderers  | Brooklyn-New York |
| New York      | New York S.C.       | New York          |
| Rhode Island  | J&P Coats           | Pawtucket         |
| New Jersey    | Paterson F.C.       | Paterson          |
| New Jersey    | Harrison Field Club | Harrison          |
| Pennsylvania  | Bethlehem Steel     | Bethlehem         |
| Pennsylvania  | Philadelphia F.C.   | Philadelphia      |

## Campionato

### Classifica finale
|   | Squadra             | G  | V  | N | P  | GF | GS | Pt |
| - | ------------------- | -- | -- | - | -- | -- | -- | -- |
| 1 | J&P Coats           | 28 | 21 | 2 | 5  | 68 | 30 | 44 |
| 2 | Bethlehem Steel     | 28 | 18 | 6 | 4  | 56 | 26 | 42 |
| 3 | Fall River          | 28 | 15 | 5 | 8  | 53 | 36 | 35 |
| 4 | New York S.C.       | 23 | 10 | 4 | 9  | 53 | 42 | 24 |
| 5 | Paterson F.C.       | 20 | 9  | 4 | 7  | 38 | 31 | 22 |
| 6 | Brooklyn Wanderers  | 25 | 5  | 5 | 15 | 24 | 52 | 15 |
| 7 | Harrison Field Club | 21 | 4  | 2 | 17 | 26 | 56 | 10 |
| 8 | Philadelphia F.C.   | 25 | 3  | 2 | 20 | 24 | 72 | 8  |

#### Verdetti
J&P Coats Campione degli Stati Uniti 1922-1923.